# Heterocope soldatovi
Heterocope soldatovi is een eenoogkreeftjessoort uit de familie van de Temoridae. De wetenschappelijke naam van de soort is voor het eerst geldig gepubliceerd in 1922 door Rylov.